# 阿吉特·鲁帕辛赫·苏伦德拉
阿吉特·鲁帕辛赫·苏伦德拉（1943年2月14日—2017年4月3日）是一位斯里兰卡政治家。
当他在美国加利福尼亚大学社会学系攻读博士学位时，他的哥哥库马尔·鲁帕辛赫使他接触到共产主义。此后，苏伦德拉支持由尼泊尔共产党（毛主义）发动的尼泊尔人民战争。当尼共（毛）在2006年与政府签署和平协议时，苏伦德拉谴责该党。
此后，苏伦德拉回到斯里兰卡加入锡兰共产党（毛主义）。1993年纳加林·桑穆加塔桑逝世后，苏伦德拉成为党的总书记，并在2017年去世前一直担任党的领导人。他主动将党名与锡兰共产党区分开，将党名从锡兰共产党（北京派）改名为锡兰共产党（毛主义）
在苏伦德拉的领导下，锡共（毛）在2010年斯里兰卡总统选举公开支持左翼解放阵线候选人维克拉玛巴胡·卡鲁纳拉特纳。这一立场得到斯里兰卡大多数左翼政党的欢迎，因为锡共（毛）自1965年大选后就一直杯葛大选至今。